# Campeonato Mundial de Halterofilia de 2027
El XCII Campeonato Mundial de Halterofilia se celebrará en Ereván (Armenia) en el año 2027 bajo la organización de la Federación Internacional de Halterofilia (IWF) y la Federación Armenia de Halterofilia.